# Mary C. Wright
Mary Clabaugh Wright (née Mary Oliver Clabaugh ; nom chinois 芮瑪麗 Ruì Mǎlì), née le (25 septembre 1917 à Tuscaloosa et morte le 18 juin 1970 à Guilford est une historienne et sinologue américaine spécialisée dans l'étude de la fin de la dynastie Qing et de la Chine du début du XXe siècle. Elle est la première femme à obtenir un poste à la Faculté des arts et des sciences de l'Université Yale, puis la première femme à être nommée professeur titulaire à la Faculté des arts et des sciences de Yale.

## Biographie
Mary Oliver Clabaugh nait le 25 septembre 1917 à Tuscaloosa, Alabama. Elle fréquente le lycée Ramsay à Birmingham, en Alabama. En 1934, elle reçoit une bourse d'études au Vassar College de Poughkeepsie, New York. Après avoir obtenu son diplôme en 1938, elle va au Radcliffe College de Cambridge, dans le Massachusetts, pour étudier l'histoire européenne, mais elle est recrutée par John King Fairbank pour travailler sur l'histoire moderne de la Chine. Elle obtient sa maîtrise ès arts en 1939.
Le 6 juillet 1940, elle épouse Arthur F. Wright, étudiant diplômé en histoire chinoise et japonaise à l'Université Harvard, et tous deux se rendent immédiatement en Asie pour mener des recherches pour leur doctorat. Pendant la première année, ils restent à Kyoto, au Japon, puis en juin 1941, ils déménagent à Pékin, en Chine. Ils sont emprisonnés en Chine lorsque les États-Unis entrent en guerre et, en mars 1943, ils sont internés dans le camp d'internement de Weixian, dans le Shandong (ville moderne de Weifang). Elle en profite pour apprendre le russe. Ils y restent jusqu'à leur libération par les parachutistes américains en octobre 1945.
À la fin de la guerre, les Wright décident de rester en Chine pour poursuivre leurs recherches. Basés à Pékin, ils voyagent à travers la Chine et rencontrent des personnalités importantes, dont Mao Zedong. Ils sont également des représentants de la bibliothèque Hoover, aidant à rassembler un large éventail de documents pour la bibliothèque (Mary est principalement responsable de ces activités de collecte). Fairbank caractérise son style comme « accumuler une avalanche de morceaux, de raretés mélangées et de documents ; trier et répertorier et les faire correctement emballés et expédiés, tout en gardant tout à l'esprit et en communiquant les résultats. ». En 1947, ils retournent en Amérique et tandis qu'Arthur rejoint la faculté de l'Université Stanford, Mary accepte un poste de conservatrice de la collection chinoise à la bibliothèque Hoover de Stanford. Elle obtient son doctorat en 1951 au Radcliffe College, avec sa thèse sur la Restauration de Tongzhi (1862-1874).
En 1959, Arthur et Mary Wright acceptent tous deux des postes de professeurs associés au département d'histoire de l'Université de Yale. La nomination de Mary fait d'elle la première femme à obtenir un poste à la Faculté des arts et des sciences de l'Université de Yale,. Fairbank rappelle qu'elle a défendu Owen Lattimore dans les années 1950 et dénoncé les bombardements américains au Vietnam dans les années 1960. En 1964, elle est la première femme à être nommée à un poste de professeur titulaire à la Faculté des Arts et des Sciences de Yale,. Elle est responsable de la fondation de la Society for Ch'ing Studies et de sa revue, Ch'ing-Shih Wen-T'i.
Elle meurt chez elle à Guilford, Connecticut, d'un cancer du poumon, à l'âge de 52 ans, le 18 juin 1970. Elle et Arthur ont  deux fils, Charles Duncan Wright (né en 1950) et Jonathan Arthur Wright (né en 1952).

## Héritage
L'historien Paul Cohen dans son ouvrage Discovering History in China note que Wright, Teng Ssu-yu, Albert Feuerwerker (en) et Joseph R. Levenson, tous étudiants de Fairbank dans la décennie qui a suivi la guerre, ont été des leaders dans la promotion du paradigme incarné dans « La réponse de la Chine à l'Occident ». Il fait l'éloge mais critique The Last Stand of Chinese Conservatisme (1957) de Wright, une étude de la restauration Tongzhi. Il cite Wright selon lequel « la Restauration a échoué parce que les exigences de la modernisation allaient à l'encontre des exigences de la stabilité confucéenne », puis il remet en question la « viabilité des termes mêmes » dans lesquels s'articule l'argument de Wright.

## Publications
- (en) Mary C. Wright, « From Revolution to Restoration: The Transformation of Kuomintang Ideology », The Far Eastern Quarterly, vol. 14, no 4,‎ 1955, p. 515–532 (DOI 10.2307/2941834, JSTOR 2941834, S2CID 143293718)
- (en) Mary C. Wright, The Last Stand of Chinese Conservatism: The T'ung-Chih Restoration, 1862-1874, Stanford, Stanford University Press, 1957
- (en) Mary C. Wright, « The Social Sciences and the Chinese Historical Record », The Journal of Asian Studies, vol. 20, no 2,‎ 1961, p. 218–221 (DOI 10.2307/2050486, JSTOR 2050486, S2CID 147382948)
- (en) Mary C. Wright, China in Revolution: The First Phase, 1900-1913, New Haven, CT, Yale University Press, 1968 (ISBN 0300014600, lire en ligne )